# ヒロボー
ヒロボー株式会社は、広島県府中市に本社を置く、プラスチック成形・無線操縦ヘリコプター製造などを手掛けるメーカーである。
無線ヘリ製造で世界トップクラス、国内シェア1位。UAVも手掛ける。紡績業で創業し、業種転換した歴史を持つ。
現在の事業は大きく分けて、無線ヘリを中心としたモデル事業と、自動車部品等のプラスチック製品製造のモールド事業からなる。本社工場は緑地化され工場見学もでき、ライブラリーを備える。従業員の7割が女性である。

## 沿革

### 略歴
- 1949年（昭和24年）- 広島紡績として設立。
- 1957年（昭和32年）- 大日本紡績（現・ユニチカ）と提携し、広島合繊紡績を設立。
- 1970年（昭和45年）- ヒロボー株式会社に社名変更。
- 1972年（昭和47年）- プラスチック部門事業開始。
- 1973年（昭和48年）- ラジコン模型分野の開発に成功、ラジコン模型事業開始。
- 1977年（昭和52年）- 紡績事業から全面撤退。
- 1982年（昭和57年）- 府中市本山工業団地に新社屋を建設し、移転（現・モールド事業部A工場）。
- 1988年（昭和63年）- ヤマハ発動機との共同開発による農業用無線操縦ヘリコプター「R-50」生産開始。
- 1989年（平成元年）- 広島スカイテック（現・中国スカイテック）を設立。
- 2003年（平成15年）- 中国・上海市に模型店・ショールームを開設。東京事務所・研究開発所を設立。プラスチック真空成形工場を移転。
- 2006年（平成18年）- ヒロボーライブファクトリーを建設（現・本社・モデル事業部）。
- 2010年（平成22年）- プラスチック真空成形工場（クリーン工場）を建設（現・モールド事業部C工場）。
- 2019年（令和元年）- 高機能住宅　社宅「都A棟」建設。

### 紡績業
創業者である松坂家は元々府中市で紡績業を営んでいた。戦前、松坂照三は「松坂報国紡績」を営み、その子である松坂美登が1949年に創業したのが「広島紡績」である。報国紡績が太糸・広島紡績が細糸を扱い、2社とも下請けであった。1968年、報国紡績は経営難となったため広島紡績に吸収され、備後地方唯一の紡績業者となったとされる。1970年にヒロボーに改称。
構造不況で国内紡績業の再編が進められた時に1971年のニクソン・ショック・1973年のオイルショックが起こる。そこでヒロボーは生き残りのためレストラン・ボウリング場・ガソリンスタンドなど多角化を図る。1972年、父・美登から引き継ぎ松坂敬太郎が社長代行に就任する。ただ多角化は失敗し、旧・報国紡績の事後処理も残り、本業の紡績業の不振も合わせて、倒産寸前までに陥っていた。
資金繰りの苦しい中で新規事業を2つ立ち上げる。1972年にプラスチック製造部門を創設、卵や豆腐を入れる容器の製造を始める。1973年、ブレーカー製造会社（のちヒロボー電機・現在は菱陽電機に事業譲渡）を設立する。大手の下請けであったが、これで紡績に従事した従業員を解雇することなく事業転換することができた。

### モデル事業
1973年にミニカー製造を始める。同年敬太郎はニュルンベルク国際玩具見本市を視察、ここで無線ヘリコプターに出会い、ヒロボーが培っていたプラスチックと電気部品製造の技術が活かせると閃いた。敬太郎は帰国後社員に向けて「無線ヘリ生産を始め、世界一を目指そう」と発表した。
1976年、東京ホビーショウで注目を集めた。1977年には紡績業から完全に撤退し、ヘリコプター製造が事業の中心となった。そして1983年、「操縦しやすい完成品を手頃な値段」のモデルを発売し大ヒットしたことで一気にトップメーカーに踊り出た。
1988年から産業用ヘリ製造に着手した。ヤマハ発動機と共同で農薬散布用無人ヘリ「R-50」を開発、2012年には電動無人ヘリ「HX-1」を開発した。2015年にはデンソーと共同でマルチコプター「HDC01」を開発している。

### モールド事業
2008年、リーマン・ショックによる景気低迷により業績が悪化する。そこで新たな事業として自動車のガソリンタンクに使う部品製造を始める。2017年には取り扱う自動車関連部品を増やした。2018年12月13日の朝日新聞の報道によると、ヒロボーの売上のうち9割が自動車部品を中心とするプラスチック製品になったという。

## 関連会社
- AileLinX - 北川鉄工所と共同で設立したUAVメーカー

## 参考資料
- 赤井克己『続・瀬戸内の経済人』2009年12月、220-229頁。ISBN 4860692470。
- プロジェクトX 第163回 「町工場 復活のヘリコプター」（ラジコンヘリコプター・ヒロボー 2月1日）